# George Fonder
George Fonder (n. 22 iunie 1917 – d. 14 iunie 1958) a fost un pilot de curse auto american care a evoluat în Campionatul Mondial de Formula 1 în 1952 și 1954.